# D 300 (Türkei)
Die Straße D 300 (Devlet yolu 300) ist eine 2004 km lange Straße in der Türkei. Sie ist (neben der D 010, der D 100, der D 200 und der D 400) eine der großen West-Ost-Achsen dieses Lands. Von İzmir bis Afyonkarahisar ist sie Teil der Europastraße 96, zwischen Afyonkarahisar und Konya der Europastraße 981 und bei Tatvan auf einen kurzen Abschnitt der Europastraße 99. Sie ist die zweitlängste Staatsstraße der Türkei (nach der D 400).

## Verlauf

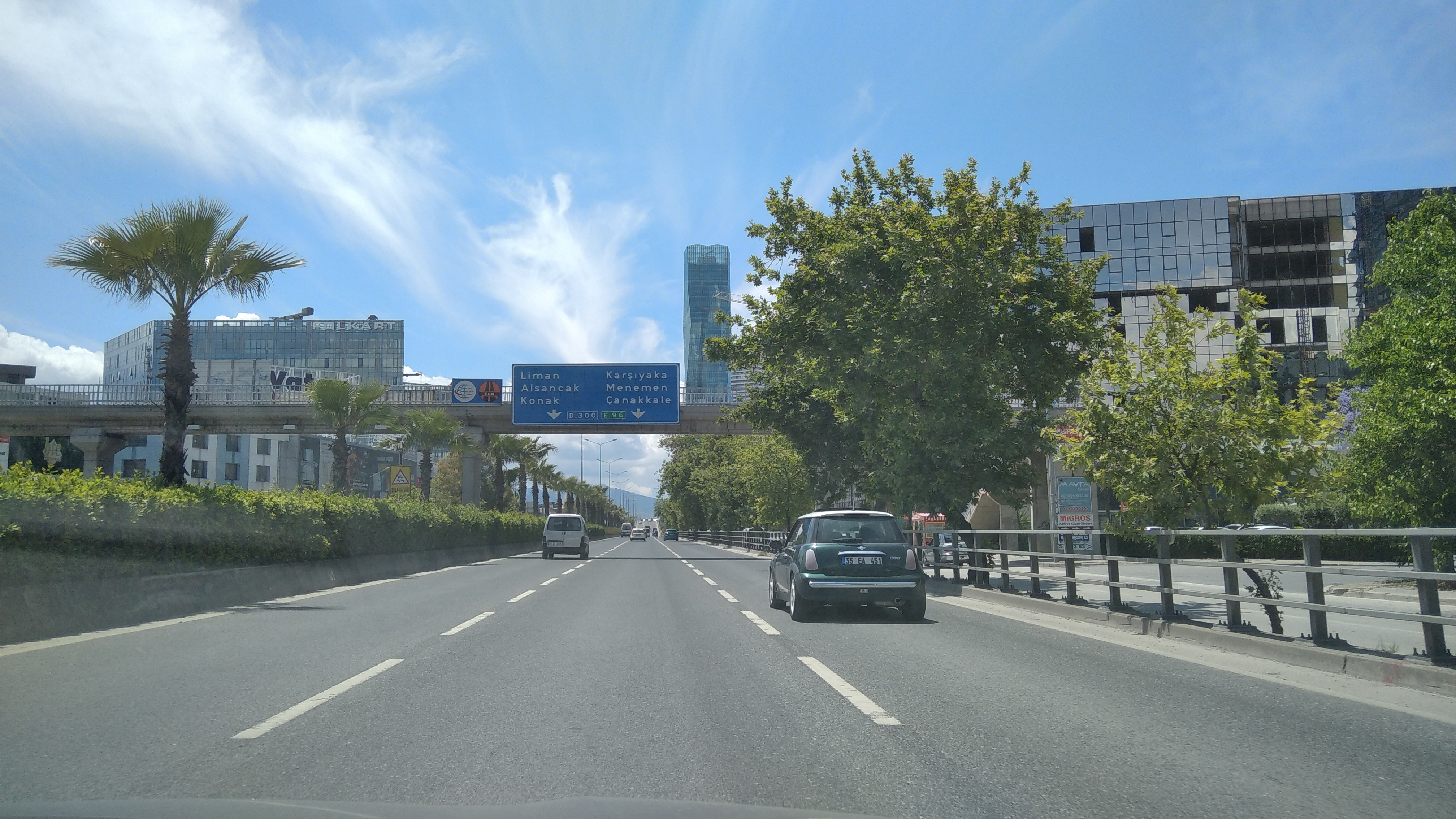
Die Straße in İzmir (2020)

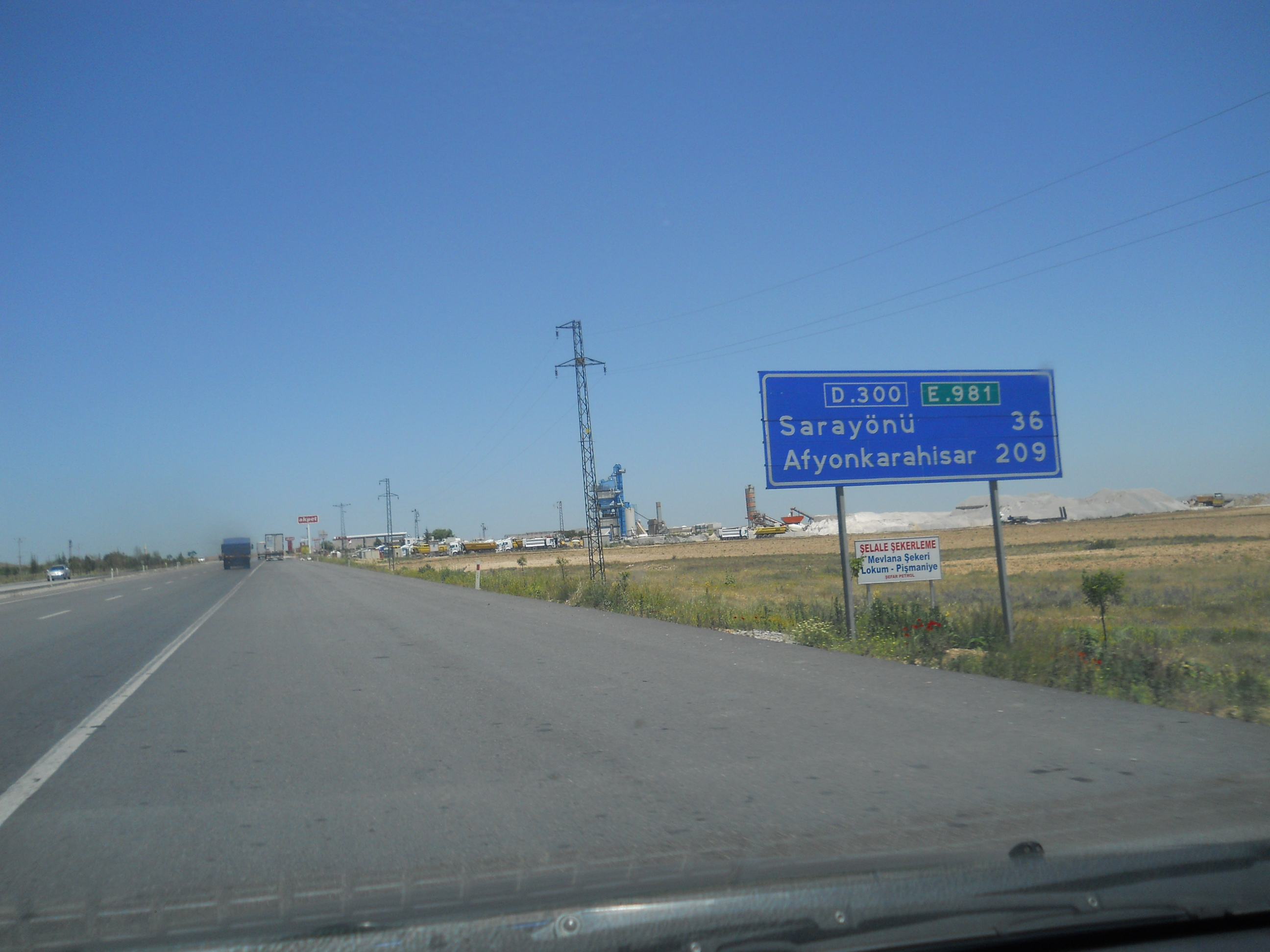
Die Straße bei Konya (2014)

Die Straße beginnt im Westen in Çeşme am Ägäischen Meer und endet bei Kapıköy an der türkisch-iranischen Grenze (Grenzübergang Kapıköy – Razi). Sie verläuft über İzmir (parallel Autobahn O 32 Autobahn İzmir-Çeşme, Europastraße 881), Salihli, Uşak, Afyonkarahisar, Akşehir, Aksaray, Nevşehir, Kayseri, Pınarbaşı, Darende, Malatya, Elazığ, Bingöl, Muş, Tatvan nach Van und von dort in den 101 km entfernten Iran.